# Лызанивский, Иван Николаевич
 Лизанивский Иван Николаевич  (29 мая 1892—1934) — украинский государственный и политический деятель. Член УПСР, УЦР. Один из руководителей Галицко-Волынского куреня УСС.

## Биография
Лизанивский Иван Николаевич Входил в Комитет охраны республики с марта 1919. В апреле-августе 1919 — руководитель управления прессы и информации, госсекретарь в правительстве Б. Мартоса. Родился 29 мая в 1892 году в селе Заречье вблизи города Золочев. Окончил Золочевскую гимназию и историко-филологический факультет Львовского университета (1914), ученик М. Грушевского. В 1910-12 — личный секретарь Франко. С 1914 жил в Приднепровской Украине. Летом-осенью 1917 возглавлял Галицко-Буковинский комитет, один из организаторов Галицко-Буковинского куреня сечевых стрельцов в ноябре 1917.20 января 1918 на глаза украинские из Австро-Венгрии в Педагогическом музее Киева Лизанивский подчеркнул — хотя австро-венгерские украинской являются гражданами другого государства, но должны принять участие в защите Украинской Республики и призвал всех галичан и буковинцев вступать в полки «сечевых стрельцов», что уже формируются в Киеве. После поражения национально-освободительной борьбы остался в УССР.
В 1920-х годах заведовал издательством «Рух» (Харьков). В мае 1921 году осужден по делу УПСР вместе с В.Голубовичу, П.Петренком, Ю.Ярославенком. Вскоре амнистирован, работал в видавницви «Книгоспилка». В 1924-29 вместе с С.Пилипенком был редактором первого многотомного собрания сочинений Франко. Автор литературоведческих исследований о И.Франко, О.Кобылянской, В.Стефаника.2 февраля 1931 арестован вторично в «Украинского национального центра» делу (1930—1932).

### Арест и смерть
В конце 1931 в Харькове состоялся очередной судебный процесс по этому делу; приговорили к 6 годам лагерей. 9 сентября 1937 Особой тройкой при Управлении НКВД по Ивановской области приговорен к расстрелу. Согласно другим источникам, умер в 1934 в ссылке.